# Oligosita nigroflagellaris
Oligosita nigroflagellaris är en stekelart som beskrevs av Lin 1994. Oligosita nigroflagellaris ingår i släktet Oligosita och familjen hårstrimsteklar. Inga underarter finns listade i Catalogue of Life.